# Ахмад-шах I
Ахмад-Шах I, при рождении — Ахмад-хан (1389—1442) — третий султан Гуджарата из династии Музаффаридов (1411—1442). Он основал город Ахмадабад в 1411 году.

## Ранняя жизнь
Родился в 1389 году. Сын Мухаммад-шаха I (? — 1404), второго султана Гуджарата в 1403—1404 годах и сына Музаффар-шаха I (? — 1411), первого гуджаратского султана из династии Музаффаридов (1391—1403, 1404—1411). Его отец, Мухаммад-шах I, был убит своим дядей Шамс-ханом, который поддерживал Музаффар-шаха I, заключенного сыном в тюрьму.
По словам Мират-и-Ахмади, Музаффар-шах отрекся от престола в пользу своего внука Ахмад-Шаха в 1411 году из-за его слабого здоровья. Он умер через пять месяцев после отречения. По словам Мират-и-Сикандари, Ахмад-шах собирался в поход, чтобы подавить восстание в Асавале. Покинув Патан, он созвал собрание улемов и задал вопрос, должен ли он отомстить за несправедливую смерть своего отца. Улемы ответили утвердительно и выдали ему письменный ответ. Он вернулся в Патан и заставил своего деда Музаффар-Шаха выпить яд, который убил его. 19-летний Ахмад-шах вступил в 1411 году на султанский престол, приняв титул «Насир-уд-Дуния Вад-дин Абул Фатех Ахмад-Шах».

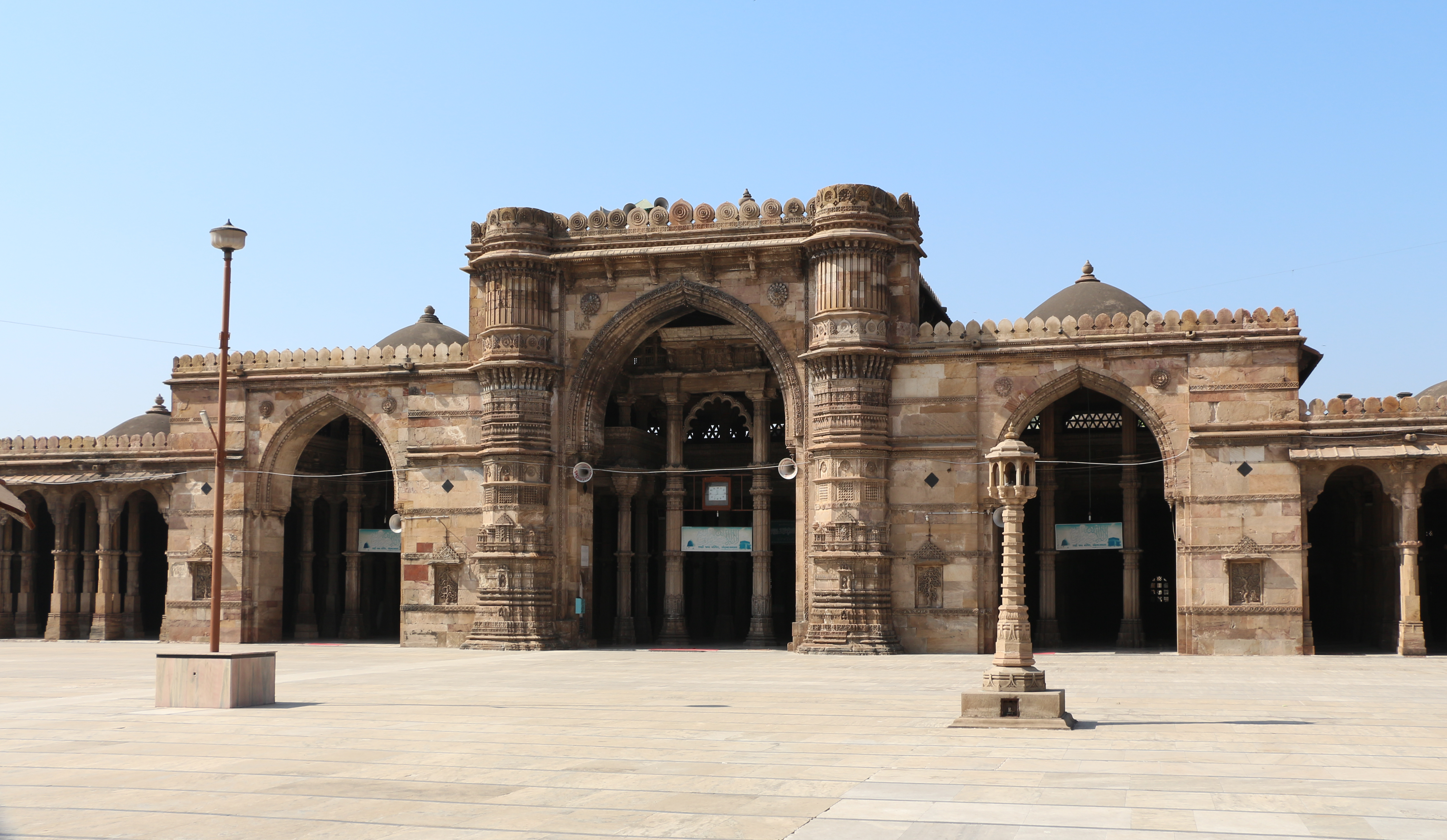
Мечеть Джама в Ахмадабаде, построена в 1424 году

## Война за престолонаследие
Вскоре после вступления на престол Ахмад-шаха поднял восстание его двоюродный брат Моид-уд-дин Фируз-хан, правитель Вадодары, который заявил о своих претензиях на султанский трон. Он соединился с Хисамом или Низам-уль-Мульком Бхандари и другими знатными вельможами, собрал войско в Надиаде и нанес поражение сторонникам Ахмад-шаха. Дживандас, один из лидеров мятежников, предложил выступить на Патан, столицу султаната. Когда другие отказались, возник спор, в котором Дживандас был убит, а другие мятежники получили прощение Ахмад-шаха. Моид-уд-дин Фируз-хан двинулся в Хамбат, где соединился с Масти-ханом, сыном Музаффар-шаха, который был губернатором Сурата. Ахмад-шах во главе своей армии выступил против мятежников, которые бежали из Хамбата в Бхаруч, где были осаждены султаном. Войско Моид-уд-дина перешло на сторону Ахмад-шаха, Масти-хан также подчинился султану. Ахмад-шах помиловал Моид-уд-дина и затем вернулся в Асвал (будущий Ахмадабад). Моид-уд-дин был перемещен из Вадодары в Навсари.

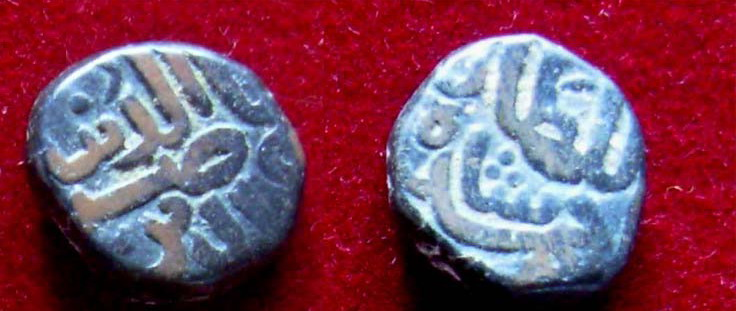
Медные монеты султана Ахмад-шаха I

## Строительство Ахмадабада
Ахмад-шах, разбив лагерь на берегу реки Сабармати, увидел зайца, преследующего собаку. Султан был заинтригован этим и попросил у своего духовного наставника объяснения. Мудрец указал на уникальные особенности этой земли, которые заставляли робкого зайца охотиться на свирепую собаку. Впечатленный этим, султан искать место для постройки своей новой столицы в центре своих владений. В следующем 1413—1414 году Ахмад-шах одержал победу над Ашу Бхилем, вождем Асвала. На месте Асвала Ахмад-шах заложил новый город 26 февраля 1411 года. Он избрал его в качестве новой столицы 4 марта того же 1411 года. Город был назван Ахмадабадом в честь самого султана, его религиозного учителя шейха Ахмада Хатту Ганджа Бакши и двух других, Кази Ахмада и Малика Ахмада. Столица была окружена фортом Бхадра. Султан построил мечеть Ахмад Шаха и мечеть Джама (1424) в Ахмадабаде.

## Консолидация султаната
В 1414 году Моид-уд-дин Фируз-хан и Масти-хан вновь подняли восстание. К ним присоединился раджпутский вождь Идара. Все главные лидеры мятежников укрылись в Идаре. Султан отправил против восставших отряд под командованием Фатех-хана. Фируз-хан и раджа Идара были вынуждены бежать в Хералу. Моид-уд-дин убедил Рукн-хана, правителя Модасы, города к северу от Ахмадабада, присоединился к ним. Они соединились свои силы с отрядами Бадри-Ула, Масти-хана и Ранмаля, раджи Идара, и расположились лагерем в Рангпуре в княжестве Идар. Мятежники начали укреплять крепость Модасу и рыть вокруг неё ров. Ахмад-шах с гуджаратским войском прибыл к Модасе, осадил крепость и предложил осажденным выгодные условия для сдачи. Лидеры мятежников попросили Ахмад-шаха прислать к ним на переговоры министра Низам-уль-Мулька и некоторых других знатных лиц. Султан согласился, а мятежники заключили его послов в тюрьму. После трехдневной осады Модаса пала. Бадри-Ула и Рукн-Хан были убиты, а Фируз-хан и раджа Идара бежали. Захваченные в плен сановники были освобождены невредимыми. Раджа Идара вынужден был пойти на мир с султаном, он выдал ему слонов, лошадей и багаж Моид-уд-дина Фируз-хана и Масти-хана, которые бежали в Нагаур, где их приютил Шамс-хан Дандани. Моид-уд-дин был позднее убит в войне между Шамс-ханом и раной Мокалем из Читтора. В 1414—1415 году подняли восстание Усман Ахмед и Шейх Малик, командовавшие войском в Патане, афганец Сулейман (Азам-хан) и Исса Салар. Они написали малавскому султану Хушангу (1406—1435), приглашая его напасть на Гуджарат и обещая посадить его на султанский престол, а Ахмад-шаха изгнать. К восстание присоединились Джхала Сатарсалджи из Патди и другие вожди Гуджарата. Ахмад-шах отправил Латиф-хана и Низам-уль-Мулька против Шейха Малика и его соратников, а Имад-уль-Мулька — против малавского султана Хушанга, который бежал в свои владения. Имаду-ль-Мульк разорил Малву и вернулся в Гуджарат. Латиф-хан преследовал Шейха Малика, который бежал в Сорат. Ахмад-шах вернулся в Ахмадабад.

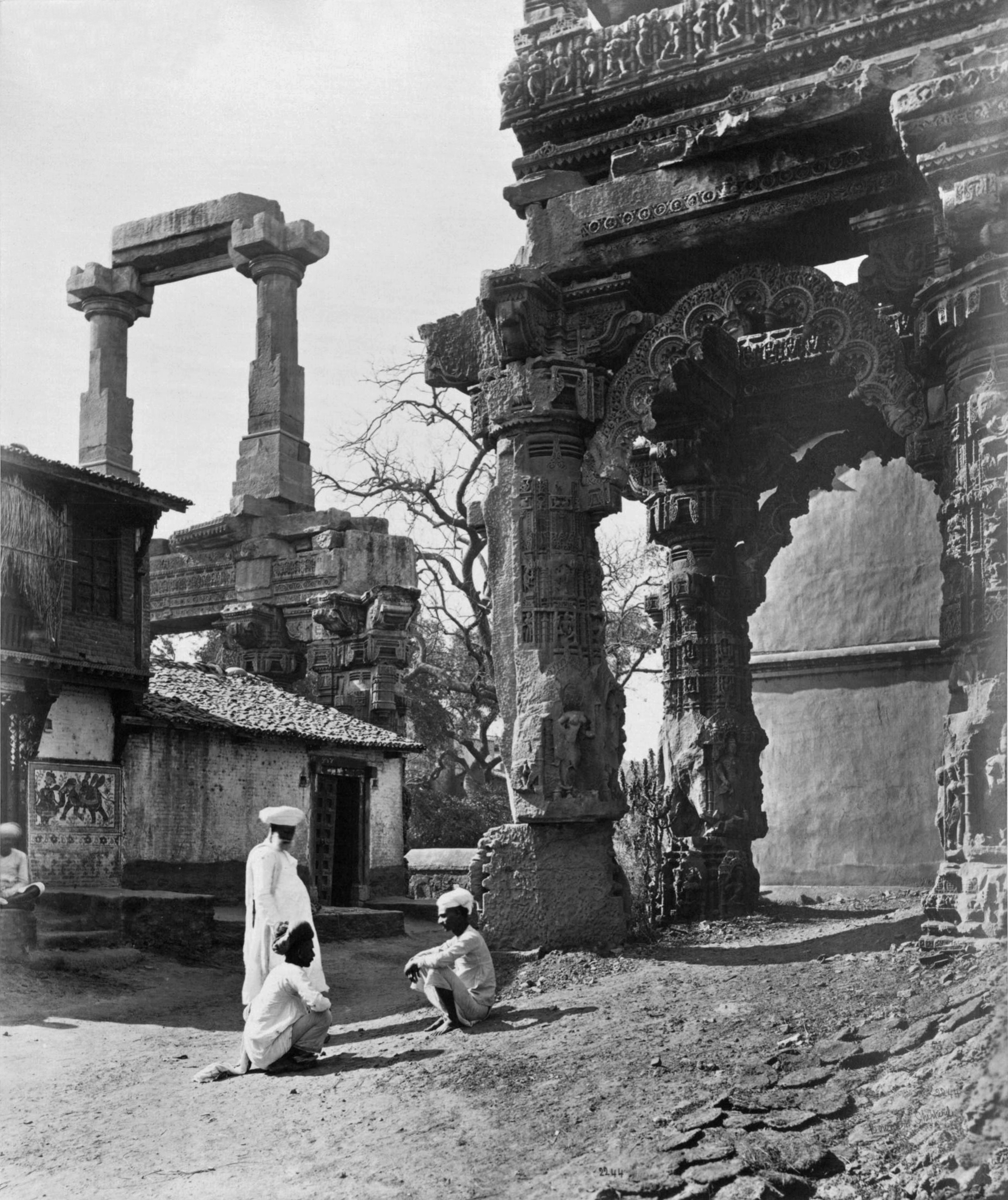
Частично поврежденный храм Рудра Махалая в Сидхпуре был разрушен, и западная часть его была превращена в соборную мечеть Ахмад-шахом в 1415 году. Сохранившиеся руины в 1874 году.

## Сорат и Джунагадх
Соратом правил царь Мокаласимха из династии Чудасама. Он перенес свою столицу из Джунагадха в Вантали по приказу губернатора Гуджарата Зафар-хана (деда Ахмад-шаха), правившего от имени делийского султана Фируз-шаха Туглака. Зафар-хан захватил Джунагадх в 1395—1396 годах. В 1414 году Мелига, сын Мокаласимхи, отвоевал Джунагадх и тажке предоставил убежище некоторым мятежникам (вероятно, вождю Джхалы Сатрасалу). Разгневанный Ахмад-шах в ответ напал на Сорат. Ахмад-шах выиграл битву при Вантали в 1413 году. Позднее он вел осаду Джунагадха в 1414 году. Мелига бежал в горную крепость Гирнар. Ахмад-шах, хотя и не смог эту крепость, смог вернуть под свой контроль Джунагадх. Подчинив ряд других вождей Сората, Ахмад-шах вернулся в Ахмадабад.
В 1416 году индийские раджи Идара, Чампанера, Джалода и Нандода образовали союз, направленный против гуджаратского султана Ахмад-шаха. Малавский султан Хушанг-шах согласился оказать им поддержку в борьбе против Гуджарата.
В 1399 году умер Малик Раджа Фаруки, правитель Хандешского султаната. Он разделил свои владения между двумя сыновьями, Малик Насир получил восточную часть, а Малик Ифтихар Хасан — западную часть султаната. Насир основал Бурханпур в 1400 году, а также отбил соседний форт Асир у индуистского раджи. Малик Ифтихар Хасан поселился в Талнере. Насир отвоевал Тальнер у Хасана и заключил его в тюрьму с помощью своего родственника малавского султана Хушанг-шаха, прежде чем он получил помощь от Ахмад-шаха. Малик Насир (Насир-хан) вторгся в 1417 году в Гуджарат, где осадил города Нандарбар и Султанпур. Ахмад-шах отправил против Насира войско под предводительством Малика Махмуда Барки. Когда Малиу Махмуд Барка прибыл в Нандод, он узнал, что Насир-хан отступил в Талнер. Малик осадил и взял Талнер, захватив в плен Насира, которого Ахмад-шах простил и удостоил титул хана.
Воспользовавшись войной Ахмад-шаха с Насир-ханом, союз индийских князей поднял восстание. Когда Ахмад-шах быстро вернулся и прибыл в Модасу, восстание было подавлено, и все раджи отступили в свои княжества, включая Хушанг-шаха. После подавления этого мятежа Ахмад-шах отправил Низам-уль-Мулька против правителя Джалы Сатарсалджи из Мандала, а сам выступил в поход против малавского султана Хушанг-шаха в 1418 году. В битве под Удджайном Ахмад-шах одержал победу на Хушанг-шахом, который укрылся в Манду. В ноябре 1419 года Ахмад-шах осадил раджпутскую крепость Чампанер (Павагадх). В феврале 1420 года местный раджа Тримбакдас согласился подчиниться и выплатить гуджаратскому султану Ахмад-шаху ежегодную дань. Позднее Ахмад-шах напал на Санкхеда-Бахадурпур и разорил его в марте 1420 года. Он построил крепость в Санкхеде и мечеть внутри крепости. Затем Ахмад-шах выступил в поход на Малавский султанат. По дороге Ахмад-шах встретился с послами Хушанг-шаха, которые просили заключить мир. Ахмад-шах заключил мир с Хушанг-шахом. Возвращаясь назад, Ахмад-шах разорил окрестности Чампанера и в мае 1420 года вернулся в Ахмадабад.
В 1420—1421 годах султан Ахмад-шах начал строить и ремонтировать крепости, создавая военные аванпосты для укрепления государства от вражеских нападений. Он построил крепости Даход на границе с Малавским султанатом и Джитпур в Лунаваде. В 1421 году он отремонтировал крепость в городе Карет в Лунаваде, которая была построена Улуг-ханом Санджаром в правление султана Ала-уд-Дина Хильджи и сменил его название на Султанпур. В декабре 1421 года он выступил против Малавского султаната и захватил крепость Месар. По пути к Манду, столицу султаната Малва, Ахмад-шах подчинил и заставил платить дань других пограничных владетелей. В марте 1421 года Ахмад-шах осадил Манду. В это время малавский султан Хушанг-шах находился в Джайнагаре (Орисса). После 48 дней осады Ахмад-шах был вынужден отступить в Удджайн из приближения муссонов. В сентябре 1422 года Ахмад-шах возобновил осаду Манду. Хушанг-шах с большим количеством слонов двинулся из Ориссы на помощь осажденному Манду. Ахмад-шах отступил из Манду и расположился лагерем в Сарангпуре. Здесь к нему прибыли послы Хушанг-шаха для заключения мирного договора. Ахмад-шах согласился на мир. Однако в ночь на 26 декабря 1421 года Хушанг-шах атаковал лагерь гуджаратского султана. Ахмад-шах отразил вражеское нападение, но и сма понес большие потери. Хушанг-шах укрылся в крепости Сарангпур. Ахмад-шах осадил Сарангпур. Не сумев взять крепость, он решил вернуться 7 марта 1423 года вернуться в Ахмадабад, но его преследовал Хушанг-шах со своим войском. Обе армии встретились и после ожесточенной битвы победу одержал Ахмад-шах. 23 мая 1423 года Ахмад-шах вернулся в Ахмадабад.

## Идар и Ахмаднагар
Следующие два года Ахмад-шах провел без каких-либо войн и сосредоточился на управлении и развитии сельского хозяйства. Он знал, что раджа Пенджа из княжества Идар вел переговоры с малавским султаном Хушанг-шахом. В 1425 году Ахмад-шах вторгся в Идар. Раджа Пенджа укрылся в горах, а его владения были разорены. Для наблюдения за раджой Идара Ахмад-шах основал город Ахмаднагар (сейчас — Химатнагар) на реке Хатмани в 1426 году, строительство крепости было завершено в 1427 году. Раджа Пенджа продолжил партизанскую борьбу, продолжая нападать на солдат и припасы Ахмад-шаха. В 1428 году раджа Пенджа попал в засаду и был убит. В 1428 году Ахмад-шах разорил Вишалнагар (сейчас — Вишнагар) и приказал оккупировать княжество Идар. Позднее он заключил мир с Харраем, сыном Пенджи, и вернул ему княжество на условиях выплаты дани. В ноябре 1428 года Ахмад-шах вынужден был вновь выступить на княжество Идар из-за того, что Харрай не платил обещанной ранее дани. Он захватил столицу княжества и построил там соборную мечеть.
Опасаясь, что их очередь будет следующей, вожди Джхалавара и Дунгарпура бежали к Насир-хану. Насир-хан отправил Канху вождя Дунгарпура, с письмом к Ахмад-шаху Бахмани (1422—1436), чей сын Ала-уд-Дин был женат на дочери Насира. Насир-хан выделил часть войск на помощь Канхе для набега на пограничные гуджаратские владения. Бахманийский султан Ахмад-шах отправил своего старшего сына на помощь мятежникам, но они были отражены со значительными потерями. Вскоре Ахмад-шах Бахмани выслал новое войско под командованием Кадр-хана и друх сыновей в поход на Гуджарат. Кадр-хан выступил на Даулатабад, к нему присоединились Насир-хан и гуджаратские мятежники. В битве у перевала Манек-Пудж в Насике союзники были разгромлены. Деканские князья бежали в Даулатабад, а Кенха и Насир-хан в Южный Хандеш.

## Махим и Баглан
В 1429 году, после смерти Кутуб-хана, гуджаратского губернатора острова Махим (ныне окрестности Мумбаи), бахманийский султан Ахмад-шах приказал Хасану Иззату, известному также как Малик-ут-Туджар, отправиться в район Конкан. Малик ут Туджар подчинил Северный Конкан Бахманийскому султанату. Узнав об этом, Ахмад-шах послал своего младшего сына Зафар-хана с армией под командованием Малика Ифтихар-хана, чтобы отвоевать остров Махим. Флот, собранный из Диу, Гогхе и Камбхате, приплыл к Конкану, атаковал форт Тхану морем и сушей, захватил его и вновь овладел Махимом.

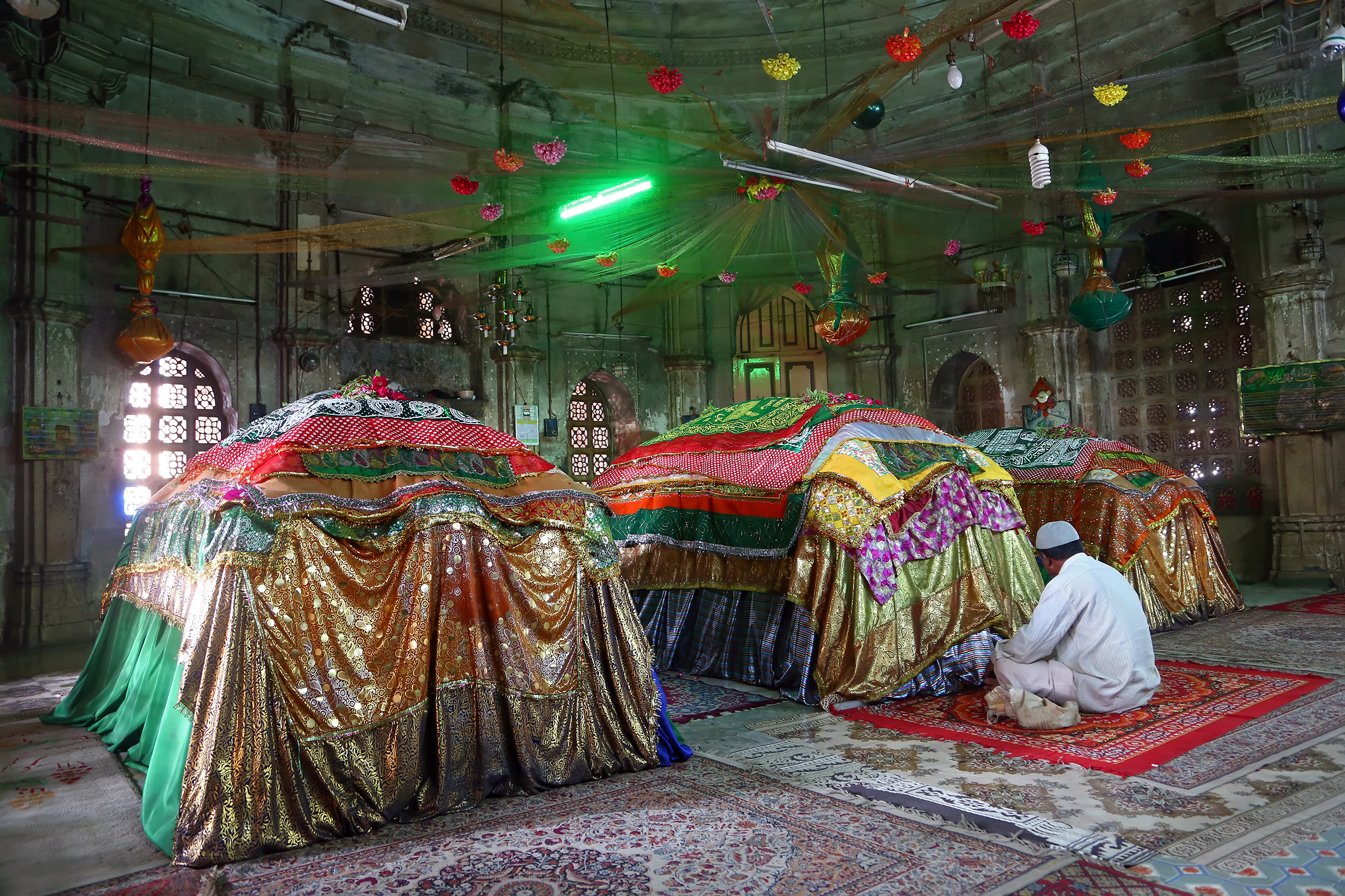
Гробница Ахмад-шаха в Ахмадабаде

В 1431 году Ахмад-шах двинулся в поход на раджпутскую крепость Чампанер, и Ахмад-Шах Бахмани, желая вернуть остров Махима, двинул свою армию на Баглан, который вошел в состав Бахманийского султаната. Узнав об этом, Ахмад-шах вернулся в Нандурбар. Уничтожив Нандод, Ахмад-шах выступил на Тамбол, крепость в Баглане, которую осаждал Ахмад-шах Бахмани, разбил осаждающих и освободил крепость. Затем он отправился на Тхану, восстановил крепость и вернулся в Гуджарат через Султанпур и Нандурбар. В 1432 году, женив своего сына Фатех-хана на дочери раджи Махимы, Ахмад-шах двинулся на Нагор, потребовав дани и подарков от Раваля из Дунгарпура. Из Дунгарпура он отправился в Мевар, чтобы подкрепить свои претензии на Бунди и Кота, два раджпутских княжества на юго-востоке Раджпутаны. Затем он выступил в поход на государство Дельвада, сравняв с землей храмы и разрушив дворец раны Мокалсингха, вождя Читтора. Затем он вторгся в Нагор, во владения ратосов, которые подчинились ему. После этого он вернулся в Гуджарат и в течение следующих нескольких лет воевал, главным образом, в Малве, где, по словам Фариштаха, его армия сильно страдала от чумы и голода.

## Смерть
Ахмад-шах скончался в 1442 году на пятьдесят третьем году своей жизни и тридцать третьем году своего правления. Он был похоронен в мавзолее Бадшах-но-Хаджиро, недалеко от Манек-Чоука, Ахмадабад.